# Штампарија (Отписани)
Штампарија је четврта епизода телевизијске серије „Отписани“, снимљене у продукцији Телевизије Београд и Централног филмског студија „Кошутњак“. Премијерно је приказана у Социјалистичкој Федеративној Републици Југославији 12. јануара 1975. године на Првом програму Телевизије Београд.

## Синопсис
Епизода започиње у цркви, фиктивним венчањем доктора Јанковића (Зоран Милосављевић) и Оливере (Светлана Бојковић). Венчању присуствују Прле (Драган Николић), Тихи (Воја Брајовић), Паја (Мики Манојловић) и Лела (Мира Динуловић). Прле, Тихи и Лела шетају и разговарају о почетку рада главне штампарије. Лела им саопштава да је Тихи задужен за рад штампарије. У вили, доктор Јанковић, Оливера и Ивана (Љубица Ковић) слушају Радио Москву.
Тихи обилази графичке раднике — словослагача Зарета (Ђорђе Јелисић) и машинисту Ненада (Јосиф Татић) и саопштава им да вечерас у седам почињу са радом у илегалној штампарији. У вили се одржава састанак легалних — доктор, Оливера и Ивана и скривених станара — Ненад и Заре, коме присуствује и Тихи. На састанку је формирана партијска ћелија главне штампарије, а за њеног секретара изабрана је Оливера.
У једном стану, илегалка долази код студента Лазића, да преузме материјал за штампарију. Гестапо је обавештен о овоме и долази у зграду. Лазић и илегалка почињу да беже. Један од станара илегалку позива у свој стан да се сакрије, док Лазић гине у окршају са агентима. Приликом претреса зграде, станар илегалку приказује као своју ћерку, а илегални материјал скрива у кревет свог сина.
Тихи преузима илегални материјал и обучен у радничко одело, га односи у штампарију. Тамо разговара са Заретом и Ненадом. Заре га моли да му обиђе породицу и поздрави сина. Доктор Јанковић је у болници, где га изненада посећује мајор Кригер (Стево Жигон), који се распитује о његовим студијама на Оксфорду. У току ноћи Прле, Тихи и Паја по граду разбацују летке штампане у илегалној штампарији. Последње летке Прле одлучује да убаци у паркирани аутомобил немачких официра, када на њега почиње да пуца стража, али успева да побегне.
На састанку руководства Гестапоа пуковника Милера (Рудолф Урлих) се љути због комунистичких летака и немогућности да се открије илегална штампарија. Кригер се правда како је наредио да се затворе све штампарије које имају исти слог, као на лецима. На крају састанка Милер их опомиње да имају још осам дана да открију штампарију. У наставку исте ноћи Прле, Тихи и Паја бацају фарбу преко немачких пропагандних плаката и пале квислиншке новине. Кригер позива телефоном Крсту (Васа Пантелић), новог шефа Специјалне полиције и љути се на њега због немогућности да открију илегалну штампарију. Он у току разговора опомиње Крсту, да је управо његовом заслугом постављен за Николиног заменика и да ће уколико за осам дана не открију штампарију бити смењен.
Тихи одлази да посети Заретову породицу, али од комшинице (Каја Игњатовић) сазнаје да су одведени у логор. У вили, доктор Јанковић, Оливера и Ивана разговарају и одлучују да Зарету не кажу да му је породица ухапшена, јер би га то погодило. За то време Заре и Ненад раде у штампарији и разговарају — Заре прича о свом сину Дејану. Доктор се жали Оливери како Кригер сваки дан долази у болницу и испитује га јер сумња да има везе са Британцима. Он се плаши да ће Кригер, сумњајући на наводну докторову везу са Британцима, открити штампарију и предлаже да би требало да оде. Оливера му саопштава да ће обавестити Главни штаб о овоме.
Кригер у пратњи Динста (Божидар Павићевић) и Кенинга (Цане Фирауновћ) долази у изненадну посету доктору Јанковићу. Оливера их обавештава да доктор није код куће и да је отпутовао код мајке. Кригер потом разгледа кућу и саопштава јој да ће се у кућу уселити његов Штаб. Оливера одлази на шлеп код Прлета и обавештава га да је доктор на сигурном и да ће се Немци сутра уселити у вилу. Такође га обавештава да ће Заре и Ненад са штампаријом у току ноћи прећи на Неимар, а да она и Ивана одлазе у Босну.
Кригер и Динст разгледају вилу у току усељења. Оливера отвара орман, испод кога се налази улаз у штампарију и у њему оставља део својих ствари. Потом пита Кригера да ли може оставити своје ствари у овом орману, на шта јој он даје потврдан одговор. Оливера након тога закључава врата ормана и одлази. Заре одлази до своје куће у намери да посети породицу, али од комшинице сазнаје да су они одведени на Бањицу. Лимар (Душан Вујиновић), који дежура испред Заретове куће, из телефонске говорнице обавештава Крсту да је видео Зарета. Крста му даје наређење да га прати и да га лично обавести о његовом кретању.
Заре је након сазнања о породици потпуно сломљен и одлази на Неимар, не приметивши да га агент прати. Крста долази у картотеку Специјалне полиције и од Славка (Мирољуб Лешо) тражи податке о станарима са адресе куће у коју је Заре ушао. Крста већ има Заретов картон, а потом од Славка добија и евиденциони картон о Милану (Мирко Буловић), власнику куће у коју се сместила штампарија. Крста напомиње да му је он познат од пре рата, јер је био затворен у логору Билећа. Славко касније телефонира књиговесцу да се у току ноћи спрема рација на Неимару.
У новој штампарији, Ненад теши Зарета, због хапшења породице. Тихи долази по Прлета и одлазе на Неимар. За то време Милан са женом и сином вечера у другом делу куће. Агенти Специјалне полиције опкољавају кућу и улазе унутра. Тихи и Прле стижу испред куће, али су агенти већ ушли унутра. Како би упозорили укућане, они одлучују да запуцају и убијају тројицу агената. Чувши пуцњаву, Заре и Ненад схватају да је у питању рација и почињу да уништавају документа.
Крста и други агенти су упали у Миланов стан и врше претрес. Гојко (Предраг Милинковић) обавештава Крсту да је пронашао улаз у тајну штампарију. Након покушаја једног агента да прође кроз тајни пролаз, Заре и Ненад почињу пуцају. Након краће размене ватре Крста одлучује да Милановог сина Драшка доведе до тајног улаза и он их потом позива да изађу. Заре и Ненад потом извршавају самоубиство.

## Историјска подлога
На крају ове, као и осталих епизода налази се натпис — Ова серија инспирисана је подвизима илегалаца у окупираном Београду. Лица и догађаји су измишљени. Свака сличност је случајна.
Ова епизода инспирисана је стварним догађајима везаним за рад илегалне штампарије ЦК КПЈ, која је од августа 1941. до јула 1944. године радила у окупираном Београду. Штампарија се најпре налазила у једној кући на Бањици (погледај чланак Илегална штампарија на Бањичком венцу), све до августа 1943. године, када су Немци заузели све куће у околини, а станари исељени. После овога штампарија је пресељена на нову локацију у Крајинску улицу бр 24. (данас Даничарева улица), где је радила све до 29. јула 1944. године, када је откривена од стране Специјалне полиције (погледај чланак Илегална штампарија у Крајинској улици).
Сви ликови који се појављују у овој епизоди, а везани су за штампарију, настали су на основу стварних ликова, који су радили и живели у штампарији. Ликови у серији су са другим именима и делимично измењеним биографијама. Лик доктора Јанковића и Оливере је настао на основу ликова доктора Мила Бошковића и студенткиње Загорке Заге Јовановић, који су се у стварности, као и у серији, фиктивно венчали и пред властима представили као закупци виле. Лик Иване настао је на основу лика Љубице Ђоновић, која је пред властима представљена као њихова кућна помоћница. Ликови графичких радника — словослагача Зарета и машинисте Ненада настали су на основу графичких радника Бранка Ђоновића и Слободана Јовића, који су даноноћно радили и живели у скровишту куће, где се налазила штампарија. За разлику од Зарета, лика који се појављује у серији, Бранко и Слободан нису били ожењени и нису имали породицу, која је послата у Бањички логор.
Лик Милана, власника куће у Крајинској улици, где је штампарија касније биле смештена, настао је на основу лика Милутина Благојевића. Као и у серији, овај човек је био ожењен и имао сина. После откривања штампарије, он и његова супруга Ратка су послати у Бањички логор, а касније су стрељани. Од стварних ликова у овој епизоди се појављује и лик Славка, агента Специјалне полиције, који сарађује са илегалцима, настао на основу лика Јанка Јанковића.
Такође, у серији се сви догађаји везани за штампарију одвијају веома брзо, док је у стварности то трајало у доста дужем периоду од августа 1941, када је штампарија формирана; августа 1943, када је штампарија исељена; октобра 1943, када је штампарија отпочела са радом на новој локацији и јула 1944. када је штампарија откривена. Неколико сцена ове епизоде заиста приказује стварне догађаје — сумња Гестапоа да је доктор енглески шпијун, јер је студирао у Енглеској; изненадни претрес куће; усељење Немаца у кућу и др.

## Улоге
Списак глумаца и ликова који се појављују у епизоди „Штампарија“:
| Глумац             | Улога       |
| ------------------ | ----------- |
| Драган Николић     | Прле        |
| Војислав Брајовић  | Тихи        |
| Предраг Манојловић | Паја        |
| Мира Динуловић     | Лела        |
| Светлана Бојковић  | Оливера     |
| Љубица Ковић       | Ивана       |
| Зоран Милосављевић | др Јанковић |
| Ђорђе Јелисић      | Заре        |
| Јосиф Татић        | Ненад       |
| Бранка Зорић       | Скојевка    |
| Мавид Поповић      | Човек       |
| Рудолф Улрих       | Милер       |
| Стево Жигон        | Кригер      |
| Божидар Павићевић  | Динст       |
| Цане Фирауновћ     | Кениг       |
| Васа Пантелић      | Крста       |
| Мирољуб Лешо       | Славко      |

| Глумац             | Улога         |
| ------------------ | ------------- |
| Даница Аћимац      | Жена          |
| Мирко Буловић      | Милан         |
| Каја Игњатовић     | Настојница    |
| Ирина Новић        | Болничарка    |
| Деса Берић         | Жена          |
| Радмила Гутеша     | Елза          |
| Предраг Милинковић | Гојко         |
| Душан Вујиновић    | Лимар         |
| Мирослав Бијелић   | Бауер         |
| Мелита Бихали      | Фолксдојчерка |
| Драшко Ковачевић   | дечак Драшко  |
| Александар Берчек  | Чиби          |
| Радослав Павловић  | Настојник     |
| Александар Горанин | Лазић         |
| Страхиња Мојић     | Агент         |
| Драган Војиновић   | Свештеник     |